# 오미역 (니가타현)
오미역(일본어: 青海駅, おうみえき)은 일본 니가타현 이토이가와시에 있는 에치고토키메키 철도의 철도역이다.

## 역 구조
쌍섬식 2면 4선 구조의 지상역이다. 역사는 선상 구조이다.
여객 열차는 1·2번선만 사용하며, 3·4번선은 원래 화물용이었으나, 사용되지 않게 되었다.

### 승강장
| 1    | ■ 니혼카이 히스이 라인 | 하행          | 이토이가와 · 나오에쓰 방면 |
| 2    | ■ 니혼카이 히스이 라인 | 상행          | 도마리 · 도야마 방면       |
| 3・4 | 사용되지 않음          | 사용되지 않음 | 사용되지 않음              |

## 역세권 정보
- 국도 제8호선

## 역사
- 1912년 10월 15일 - 일본국유철도 호쿠리쿠 본선 도마리 역 ~ 오미 역 구간의 개통과 동시에 개업.
- 1987년 4월 1일 - 민영화에 따라 서일본 여객철도의 소속이 되었다.
- 2015년 3월 14일 - 호쿠리쿠 신칸센 연장 개통에 따라 에치고토키메키 철도로 소속이 이관되었다.

## 인접역
| 에치고토키메키 철도 ■ 니혼카이 히스이 라인 | 에치고토키메키 철도 ■ 니혼카이 히스이 라인 | 에치고토키메키 철도 ■ 니혼카이 히스이 라인 |
| ------------------------------------------ | ------------------------------------------ | ------------------------------------------ |
| 오야시라즈 도마리 방면                     |                                            | 이토이가와 나오에쓰 방면                   |